# 切尔陶洛科什
切尔陶洛科什，是匈牙利佐洛州所辖的一个村，总面积1.99平方公里，总人口27，人口密度13.6人/平方公里（2010年1月1日）。